# Kaufman (gruppo musicale)
I Kaufman sono un gruppo musicale indie pop italiano, formatosi a Brescia.

## Carriera
Il gruppo prende il nome dal noto comico e attore Andy Kaufman.
Il 5 maggio 2007 pubblicano l'album di debutto Modern Sprawl. Nel 2009 esce sotto l'etichetta Mizar Records il secondo disco chiamato Interstellar College Radio.
Nel 2011 esce Magnolia il loro terzo album in studio pubblicato per l'etichette Mizar/Penthar Music. Il 14 ottobre 2014 pubblicano il loro quarto disco per l'etichetta Irma Records chiamato Le tempeste che abbiamo prodotto da Alessandro Raina, seguito da un tournée e vengono premiati al KeepOn Live come una delle cinque migliori rivelazioni live dell'anno.
Il 18 maggio 2017 esce il singolo Robert Smith. Il 10 novembre 2017 pubblicano sotto l'etichetta INRI il loro quinto album in studio intitolato Belmondo, prodotto da Alessandro Raina e Luca Serpenti e anticipato dal singolo L’età difficile;; dal 27 ottobre in seguito alla pubblicazione dell'album intraprendono un tour a livello nazionale. Dopo aver firmato per l'etichetta Universal, Il 14 settembre 2018 pubblicano per l'etichetta Universal Music/INRI il singolo La vita su Marte. Il 10 giugno esce il singolo Alain Delon, seguito il 20 novembre 2019 dal singolo Mi Piace Chopin.

## Discografia

### Album in studio
- 2007 – Modern Sprawl
- 2009 – Interstellar College Radio
- 2011 – Magnolia
- 2014 – Le tempeste che abbiamo
- 2017 – Belmondo

### Singoli
- 2017 – Robert Smith
- 2017 – L'età difficile
- 2018 – Macchine volanti
- 2018 – La vita su marte
- 2018 – Malati d'amore (feat. Galeffi)
- 2019 – Aeroplano
- 2019 – Alain Delon
- 2019 – Mi piace Chopin
- 2021 – Trigonometria (feat. Legno)

## Formazione
- Lorenzo Lombardi – voce
- Alessandro Micheli – chitarra
- Matteo Cozza – tastiere
- Simone Gelmini – batteria